# Darren Byfield
Darren Byfield (Sutton Coldfield, 29 settembre 1976) è un allenatore di calcio ed ex calciatore giamaicano, di ruolo attaccante.

## Caratteristiche tecniche
Era una punta centrale, ma poteva essere schierato anche come ala.

## Carriera

### Club
Ha cominciato a giocare nell'Aston Villa. Dal 1998 al 2000 è stato ceduto in prestito per quattro volte, prima di essere ceduto al Walsall nell'estate 2000. Nel gennaio 2002 si è trasferito al Rotherham Utd. Nel gennaio 2004 è passato al Sunderland. Nell'estate 2004 è stato acquistato dal Gillingham. Nel 2006 è passato al Millwall. Dopo un'ottima stagione, nel 2007 si è trasferito al Bristol City. Nell'estate 2008 firma un contratto con il Doncaster. Nel gennaio 2008 viene ceduto in prestito all'Oldham Athletic, che lo ha acquistato a titolo definitivo al termine della stagione. Nel gennaio 2010 è passato al Walsall. Nel 2011 è stato acquistato dal Solihull Moors. Nell'estate 2012 è stato ingaggiato dal Telford Utd. Nel 2013 si è trasferito al Tamworth. Nel 2014 è tornato al Solihull Moors. Nel 2016 è stato acquistato dal Reddicht United, club con cui ha concluso la propria carriera nel 2017.

### Nazionale
Ha debuttato in Nazionale il 30 aprile 2003, nell'amichevole Sudafrica-Giamaica (0-0). Ha messo a segno la sua prima rete con la maglia della Nazionale il 9 luglio 2003, nell'amichevole Giamaica-Paraguay (2-0), siglando la rete del momentaneo 1-0 al minuto 13. Ha partecipato, con la Nazionale, alla CONCACAF Gold Cup 2003. Ha collezionato in totale, con la maglia della Nazionale, 6 presenze e una rete.